# Urebierg
Urebierg är en kulle i Luxemburg. Den ligger i kommunen Troisvierges, i den norra delen av landet, 60 kilometer norr om staden Luxemburg. Toppen på Urebierg är 538 meter över havet.